# Uralmaš (stanice metra v Jekatěrinburgu)
Uralmaš (rusky Уралмаш) je stanice na první lince jekatěrinburského metra. 

## Charakteristika
Stanice je jednolodní, kdy kolejová zeď je obložena mramorem a podlaha žulou.
Stanice obsahuje dva vestibuly, které jsou spojeny s nástupištěm eskalátory. Východy ústí na prospekt Kosmonavtov a ulici Mašinostroitělej.